# 関口理咲
関口 理咲（せきぐち りさ、1996年1月13日 - ）は、日本の女性声優。埼玉県出身。マウスプロモーション所属。

## 略歴
マウスプロモーション附属俳優養成所卒業後、2019年4月1日付けでマウスプロモーションに所属。
2018年4月18日より『アニメ探偵団3』のメインパーソナリティを番組終了の2019年3月31日まで担当。
2018年5月12日から2019年2月24日まで、マウスプロモーションのグッズショップ「マウスショップ」に出勤していた。
2019年より『アイドルマスター シンデレラガールズ スターライトステージ』にて新たに登場したキャラクター・白雪千夜役で出演。

## 人物
趣味・特技は作曲（デスクトップミュージック）、誕生日占い、イラスト、演歌をそれぞれ挙げている。
怖い話。怪談が苦手。
尊敬してる人はamazarashi。
学生時代から物理学が好きでラジオや動画番組などで話題にしている姿が見られ、声優になれなかったら物理の教師になりたかったとも語っていた。
KEK（高エネルギー加速器研究機構）に並々ならぬ愛があり一般公開される時は何がなんでも参加したいと思っている。
同じマウスプロモーション所属の声優、春瀬なつみを尊敬している。

## 出演
太字はメインキャラクター。

### テレビアニメ
2010年代
- アイカツフレンズ!（2018年、ファン）
- 愛玩怪獣（2019年）
- アイドルマスター シンデレラガールズ劇場 CLIMAX SEASON（2019年、白雪千夜）

2022年
- デート・ア・ライブIV（星宮朝妃）
- 神クズ☆アイドル
- BanG Dream! Morfonication（女子生徒B）

### Webアニメ
- マウスどうぶつえん（2020年 - 、ロシアンブルーのりさ）
- アイドルマスター シンデレラガールズ劇場 Extra Stage（2020年、白雪千夜）

### ゲーム
2019年
- アイドルマスター シンデレラガールズ（2019年 - 2023年、白雪千夜） - 3作品
- ゴシックは魔法乙女〜さっさと契約しなさい!〜（ターリア）

2020年
- ビビッドアーミー（フェリシア）
- おねがい、俺を現実に戻さないで! シンフォニアステージ（ノアオリヴェリア）
- サクラ革命 〜華咲く乙女たち〜（宮園いろは）

2021年
- ポルト・ミラージュ（アルディラ）

### ラジオ
※はインターネット配信。
- アニメ探偵団3（2018年 - 2019年、高知放送）[1]
- 関口理咲のRadio'96（2020年 - 、YouTube※）
- 関口理咲の天然色素（2020年 - 、ニコニコ生放送・YouTube Live※）

### ナレーション
- FC町田ゼルビアをつくろう〜ゼルつく〜（2022年 - 、AbemaTV）※週替わり

### デジタルコミック
- いじめ～いびつな心～（2019年、中嶋祐美[16]）
- 見知らぬ女子高生に監禁された漫画家の話（2021年、女子高生[17]）

### その他コンテンツ
- オーディオドラマ『ふたりべや』（2019年 - 2020年、紫） - 第7・8巻メロンブックス限定版特典
- オーディオブック『魔眼の匣の殺人』（2021年、神服奉子[18]）
- オーディオブック『思い出が消えないうちに』（2024年）[19]

## ディスコグラフィ

### キャラクターソング
| 発売日         | 商品名                                                                                          | 歌 | 楽曲                                     | 備考                                                                               |
| -------------- | ----------------------------------------------------------------------------------------------- | --- | ---------------------------------------- | ---------------------------------------------------------------------------------- |
| 2019年10月23日 | THE IDOLM@STER CINDERELLA GIRLS STARLIGHT MASTER for the NEXT! 01 TRUE COLORS                   | 城ヶ崎美嘉（佳村はるか）、高森藍子（金子有希）、アナスタシア（上坂すみれ）、藤原肇（鈴木みのり）、乙倉悠貴（中島由貴）、黒埼ちとせ（佐倉薫）、白雪千夜（関口理咲）、久川颯（長江里加）、久川凪（立花日菜） | 「TRUE COLORS（M@STER VERSION）」        | ゲーム『アイドルマスター シンデレラガールズ スターライトステージ』関連曲           |
| 2019年10月23日 | THE IDOLM@STER CINDERELLA GIRLS STARLIGHT MASTER for the NEXT! 01 TRUE COLORS                   | 白雪千夜（関口理咲） | 「TRUE COLORS（M@STER VERSION）」        | ゲーム『アイドルマスター シンデレラガールズ スターライトステージ』関連曲           |
| 2020年4月15日  | THE IDOLM@STER CINDERELLA GIRLS STARLIGHT MASTER 38 Fascinate                                   | 黒埼ちとせ（佐倉薫）、白雪千夜（関口理咲） | 「Fascinate（M@STER VERSION）」          | ゲーム『アイドルマスター シンデレラガールズ スターライトステージ』関連曲           |
| 2020年7月1日   | THE IDOLM@STER CINDERELLA MASTER 3chord for the Rock!                                           | 星輝子（松田颯水）、白雪千夜（関口理咲）、神崎蘭子（内田真礼）、五十嵐響子（種﨑敦美）、多田李衣菜（青木瑠璃子）                                                                                           | 「Unlock Starbeat（M@STER VERSION）」    | ゲーム『アイドルマスター シンデレラガールズ』関連曲                                |
| 2020年11月11日 | THE IDOLM@STER CINDERELLA GIRLS STARLIGHT MASTER GOLD RUSH! 04 ヒーローヴァーサスレイナンジョー | 黒埼ちとせ（佐倉薫）、白雪千夜（関口理咲） | 「時を刻む唄」                           | ゲーム『アイドルマスター シンデレラガールズ スターライトステージ』関連曲           |
| 2020年12月23日 | おねがい、俺を現実に戻さないで！ シンフォニアステージ VOCAL COLLECTION 01                       | ファミーリア | 「上空リヴァーバレイション」             | ゲーム『おねがい、俺を現実に戻さないで！ シンフォニアステージ』関連曲              |
| 2020年12月23日 | おねがい、俺を現実に戻さないで！ シンフォニアステージ VOCAL COLLECTION 01                       | カレッカマリブラ（ほなみ）、ノアオリヴェリア（関口理咲） | 「Ringing! Ringing!」                    | ゲーム『おねがい、俺を現実に戻さないで！ シンフォニアステージ』関連曲              |
| 2021年2月3日   | THE IDOLM@STER CINDERELLA GIRLS LITTLE STARS EXTRA! 君のステージ衣装、本当は…                   | 速水奏（飯田友子）、白雪千夜（関口理咲）、佐城雪美（中澤ミナ）、的場梨沙（集貝はな）、 荒木比奈（田辺留依）                                                                                                | 「君のステージ衣装、本当は…」            | Webアニメ『アイドルマスター シンデレラガールズ劇場 Extra Stage』エンディングテーマ |
| 2022年2月16日  | THE IDOLM@STER CINDERELLA GIRLS STARLIGHT MASTER R/LOCK ON! 02 Drastic Melody                   | 渋谷凛（福原綾香）、白雪千夜（関口理咲）、松永涼（千菅春香） | 「Drastic Melody（M@STER VERSION）」     | ゲーム『アイドルマスター シンデレラガールズ スターライトステージ』関連曲           |
| 2022年2月16日  | THE IDOLM@STER CINDERELLA GIRLS STARLIGHT MASTER R/LOCK ON! 02 Drastic Melody                   | 白雪千夜（関口理咲） | 「Drastic Melody（M@STER VERSION）」     | ゲーム『アイドルマスター シンデレラガールズ スターライトステージ』関連曲           |
| 2023年7月12日  | THE IDOLM@STER CINDERELLA GIRLS STARLIGHT MASTER PLATINUM NUMBER 03 ダンシング・デッド          | 双葉杏（五十嵐裕美）、白雪千夜（関口理咲）、安部菜々（三宅麻理恵） | 「猛烈宇宙交響曲・第七楽章「無限の愛」」 | ゲーム『アイドルマスター シンデレラガールズ スターライトステージ』関連曲           |
| 2023年9月9日   | THE IDOLM@STER CINDERELLA GIRLS Shout out Live!!!会場オリジナルCD                               | 白雪千夜（関口理咲） | 「君のステージ衣装、本当は…」            | Webアニメ『アイドルマスター シンデレラガールズ劇場 Extra Stage』関連曲             |
| 2024年2月14日  | THE IDOLM@STER CINDERELLA GIRLS STARLIGHT MASTER HEART TICKER! 03 HALLOWEEN GAME                | 姫川友紀（杜野まこ）、中野有香（下地紫野）、堀裕子（鈴木絵理）、上条春菜（長島光那）、白雪千夜（関口理咲）                                                                                                 | 「HALLOWEEN GAME（M@STER VERSION）」     | ゲーム『アイドルマスター シンデレラガールズ スターライトステージ』関連曲           |
| 2024年2月14日  | THE IDOLM@STER CINDERELLA GIRLS STARLIGHT MASTER HEART TICKER! 03 HALLOWEEN GAME                | 白雪千夜（関口理咲） | 「HALLOWEEN GAME（M@STER VERSION）」     | ゲーム『アイドルマスター シンデレラガールズ スターライトステージ』関連曲           |
| 2024年8月21日  | THE IDOLM@STER CINDERELLA MASTER 067 白雪千夜                                                   | 白雪千夜（関口理咲） | 「Clock Hands」                          | 『アイドルマスター シンデレラガールズ』関連曲                                      |
| 2025年3月19日  | THE IDOLM@STER CINDERELLA GIRLS STARLIGHT MASTER CRYSTAL QUALIA 03 EPHEMERAL AЯROW              | 二宮飛鳥（青木志貴）、白雪千夜（関口理咲） | 「EPHEMERAL AЯROW(M@STER VERSION)」      | ゲーム『アイドルマスター シンデレラガールズ スターライトステージ』関連曲           |
| 2025年3月19日  | THE IDOLM@STER CINDERELLA GIRLS STARLIGHT MASTER CRYSTAL QUALIA 03 EPHEMERAL AЯROW              | 白雪千夜（関口理咲） | 「EPHEMERAL AЯROW(M@STER VERSION)」      | ゲーム『アイドルマスター シンデレラガールズ スターライトステージ』関連曲           |

## ライブ・イベント

### 合同ライブ
| 出演日               | タイトル                                                                                   | 会場                               |
| -------------------- | ------------------------------------------------------------------------------------------ | ---------------------------------- |
| 2020年2月15日・16日  | THE IDOLM@STER CINDERELLA GIRLS 7thLIVE TOUR Special 3chord♪ Glowing Rock!                 | 京セラドーム大阪（大阪府）         |
| 2021年12月25日・26日 | THE IDOLM@STER CINDERELLA GIRLS 10th ANNIVERSARY M@GICAL WONDERLAND TOUR!!! CosmoStar Land | 愛知県国際展示場 ホールA（愛知県） |
| 2022年4月2日・3日    | THE IDOLM@STER CINDERELLA GIRLS 10th ANNIVERSARY M@GICAL WONDERLAND!!!                     | ベルーナドーム（埼玉県）           |
| 2024年4月6日         | THE IDOLM@STER CINDERELLA GIRLS UNIT LIVE TOUR ConnecTrip! 大阪公演                        | Zepp Osaka Bayside（大阪府）       |

### シリーズ一覧
1. ↑  『スターライトステージ』（2019年 - 2023年）、『シンデレラガールズ』（2019年 - 2021年）、『スターライトスポット』（2019年）

### ユニットメンバー
1. ↑  アユカワユウ（内山悠里菜）、リンドリットパフブリンガー（根本京里）、ウルルーオースピア（菅沼千紗）、メルブレイドビターミスト（風間万裕子）、ラルムスクルシェッロ（久住琳）、カレッカマリブラ（ほなみ）、ノア オリヴェリア（関口理咲）、ラニ（森山由梨佳）、ジュシ― ハイレン（川上ひろみ）、ディアマンテ リーンウェイブ（薄井友里）、ロッティドランギア（社本悠）、ニーナミスティリオン（松嶌杏実）、ラーラジュヌヴィエーヴル ファインスター三世（山根綺）、シホ（白砂沙帆）、ヤオリェンロオ（松下真緒）